# 야마시로 히로시
야마시로 히로시(일본어: 山城 宏, 1958년 8월 12일 ~  )은 일본의 바둑 기사이며, 일본기원 중부 총본부소속이다.

## 경력
- 1972년 입단 초단
- 1972년 2단
- 1973년 3단
- 1975년 4단
- 1976년 5단
- 1978년 6단
- 1981년 7단
- 1982년 8단
- 1985년 9단 승단
- 일본 왕관전(王冠戰) 15회 우승